# Дорошенко, Марина Олеговна
Мари́на Оле́говна Дороше́нко (укр. Марина Олегівна Дорошенко; в девичестве — Хаба́рова, 22 марта 1981, Марганец — 7 сентября 2014) — украинская баскетболистка, семикратный чемпион Украины, двукратный обладатель Кубка Украины в составе БК «Козачка-ЗАлК» (Запорожье). Участница розыгрышей европейских кубковых турниров, отборочных и финальных игр в составе национальной сборной Украины. Мастер спорта.
Достижения:
- семикратный чемпион Украины по баскетболу в составе БК «Козачка-ЗАлК» (Запорожье): 1998/1999, 1999/2000, 2000/2001, 2003/2004, 2004/2005, 2005/2006 и 2006/2007 годы;
- двукратный обладатель Кубка Украины по баскетболу в составе БК «Козачка-ЗАлК» (Запорожье): 2007 и 2009 годы;
- двукратный чемпион спартакиады Украины в составе сборной Запорожской области: 1999 и 2007 годы;
- трёхкратный чемпион Универсиады Украины в составе студенческой сборной Запорожской области: 2001, 2003 и 2005 года;
- постоянный участник розыгрышей европейских кубковых турниров, отборочных и финальных игр в составе национальной сборной Украины.
- с 2002 по 2010 годы включительно — игрок национальной сборной Украины по баскетболу.
- «Лучший защитник» ХІV чемпионата Украины по баскетболу сезона 2004/2005 годов.

После окончания спортивной карьеры Марина Хабарова вышла замуж, родила сына Дениса, устроилась работать учителем физкультуры в запорожскую СШ № 58.
В 2013 году Марине был поставлен диагноз острый миеломонобластный лейкоз. Марина прошла четыре курса химиотерапии в Израиле, но через 4 месяца, болезнь вернулась. Не имея достаточно собственных средств для борьбы с болезнью, Марина обратилась к общественности с просьбой помочь в финансировании лечения.
Необходимую сумму для операции по пересадке костного мозга собрали, но она не дала желаемого результата. Марина скончалась 7 сентября 2014 года. Гражданская панихида состоялась у спортивного комплекса ЗНУ. Похоронена Марина на родине — в Марганце